# Традиции и истории, связанные с Кубком Стэнли

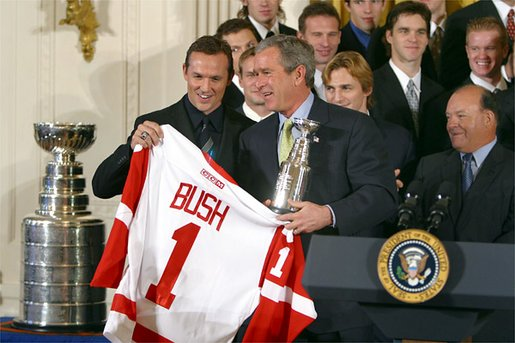
Президент США Джордж Буш-младший (в центре) получает юбилейную майку и мини-кубок от обладателей Кубка Стэнли 2002 года, капитана «Детройт Ред Уингз» Стива Айзермана (слева) и главного тренера команды Скотти Боумена (справа).

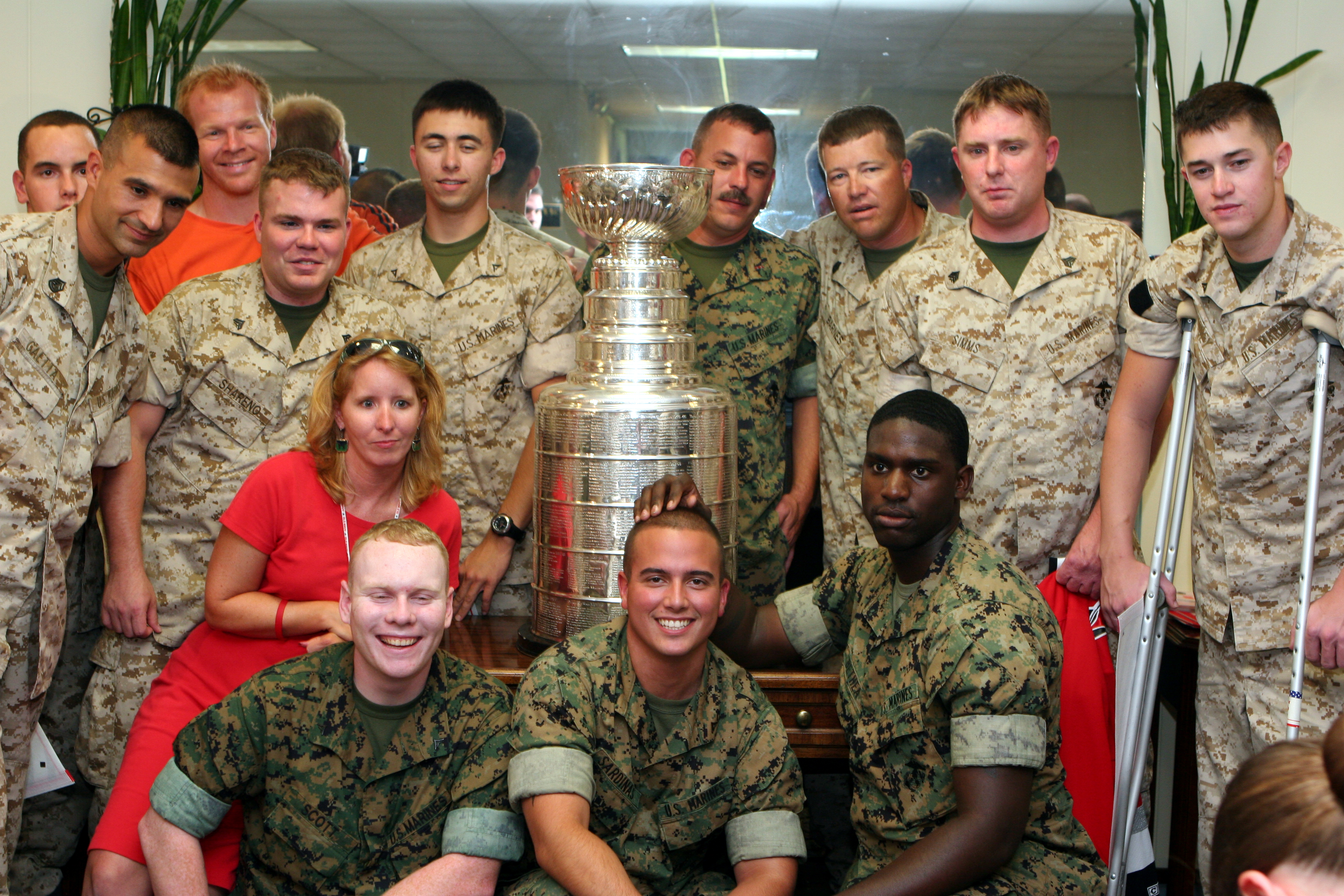
Раненые морские пехотинцы США с победителем Кубка Стэнли 2006 года, Гленом Уэсли из «Каролина Харрикейнз» (слева вверху, в оранжевом).

Есть много традиций и историй, связанных с Кубком Стэнли. Многие из этих историй связаны с тем, что кубок периодически подвергается небрежному обращению. Кубок Стэнли — это трофей, Национальной хоккейной лиги (НХЛ), главной профессиональной хоккейной лиги в Канаде и США. Это самый дорогой чемпионский трофей в мире. Его обычно называют просто «Кубком», «Святым Граалем» или в шутку «Кружка лорда Стэнли» (главным образом, спортивными обозревателями).
В отличие от трофеев, присуждаемых тремя другими крупными профессиональными спортивными лигами Северной Америки, новый Кубок Стэнли не производится ежегодно, чемпионы владеют им, пока не будет выявлен новый чемпион. Это также один из двух трофеев в профессиональном североамериканском спорте, на который наносятся имена (при помощи гравировки) победивших игроков, тренеров, руководителей и сотрудников клуба, другой -  Кубок Грея Канадской футбольной лиги (CFL).

## Традиции

### Пить из кубка
Одна из старейших традиций, начатая в 1896 году «Виннипег Викториас», заключается в том, что команда-чемпион выпивает шампанское из верхней чаши кубка после победы.

### Вручение на льду
Другая традиция — это вручение кубка на льду капитану команды-чемпиона после победы в серии и последующий круг почёта с трофеем каждого члена победившей команды. До 1930-х годов кубок не вручался сразу после победы. Вероятно, в первый раз кубок был вручён на льду в 1932 году, когда его получили «Торонто Мейпл Лифс», но практика не стала ежегодной традицией вплоть до 1950-х годов.

### Капитан поднимает кубок
Обладатель Кубка Стэнли 1950 года, Тед Линдсей из «Детройт Ред Уингз», стал первым игроком (хотя капитаном был Сид Абель), который, получив кубок, поднял его над головой и проехал круг почёта по площадке. С тех пор стало традицией, чтобы капитан команды-победителя проезжал круг почёта, подняв над головой трофей. Есть несколько исключений:

#### 1988
После победы в финале, Уэйн Гретцки собрал своих товарищей по команде, тренеров и других сотрудников «Эдмонтон Ойлерз», чтобы сделать фото с кубком в центре площадки. Эта традиция была продолжена каждым последующим чемпионом

#### 1993
Кубок в этом году выиграл «Монреаль Канадиенс». Когда Гэри Беттмэн вручил кубок капитану «Канадиенс» Ги Карбонно, тот позвал присоединиться Дени Савара. Савар, который провёл 10 сезонов в «Чикаго Блэкхокс», перед тем как перейти в  «Монреаль» в сезоне 1990/91, ни разу до этого в своей карьере не играл в финале Кубка Стэнли. Карбонно позволил ему поднять кубок вместо него.

#### 1998
В 1997 году, спустя несколько дней после завоевания своего первого Кубка Стэнли в составе «Детройт Ред Уингз», Владимир Константинов попал в автомобильную катастрофу и был парализован, как и клубный массажист Сергей Мнацаканов. В 1998 году «Детройт» вновь завоевал кубок, и капитан команды Стив Айзерман передал его Константинову, который в инвалидном кресле с помощью партнёров совершил круг почёта с кубком. Позже имя Константинова в виде исключения было выгравировано на кубке вместе с именами хоккеистов, игравших в победном сезоне.

#### 2001
В 2001 году Кубок Стэнли выиграл «Колорадо Эвеланш». До своего перехода в «Колорадо» 6 марта 2000 года, Рэй Бурк играл всю свою карьеру за «Бостон Брюинз». Седьмая игра финала 2001 года была последней в 22-летней карьере Бурка, в которой он ни разу не выигрывал кубок. Когда капитан Джо Сакик получил трофей, он не поднял его, а вместо этого вручил кубок Бурку, и поднял его лишь после того, как это сделал Рэй.

### Прикосновение к кубку

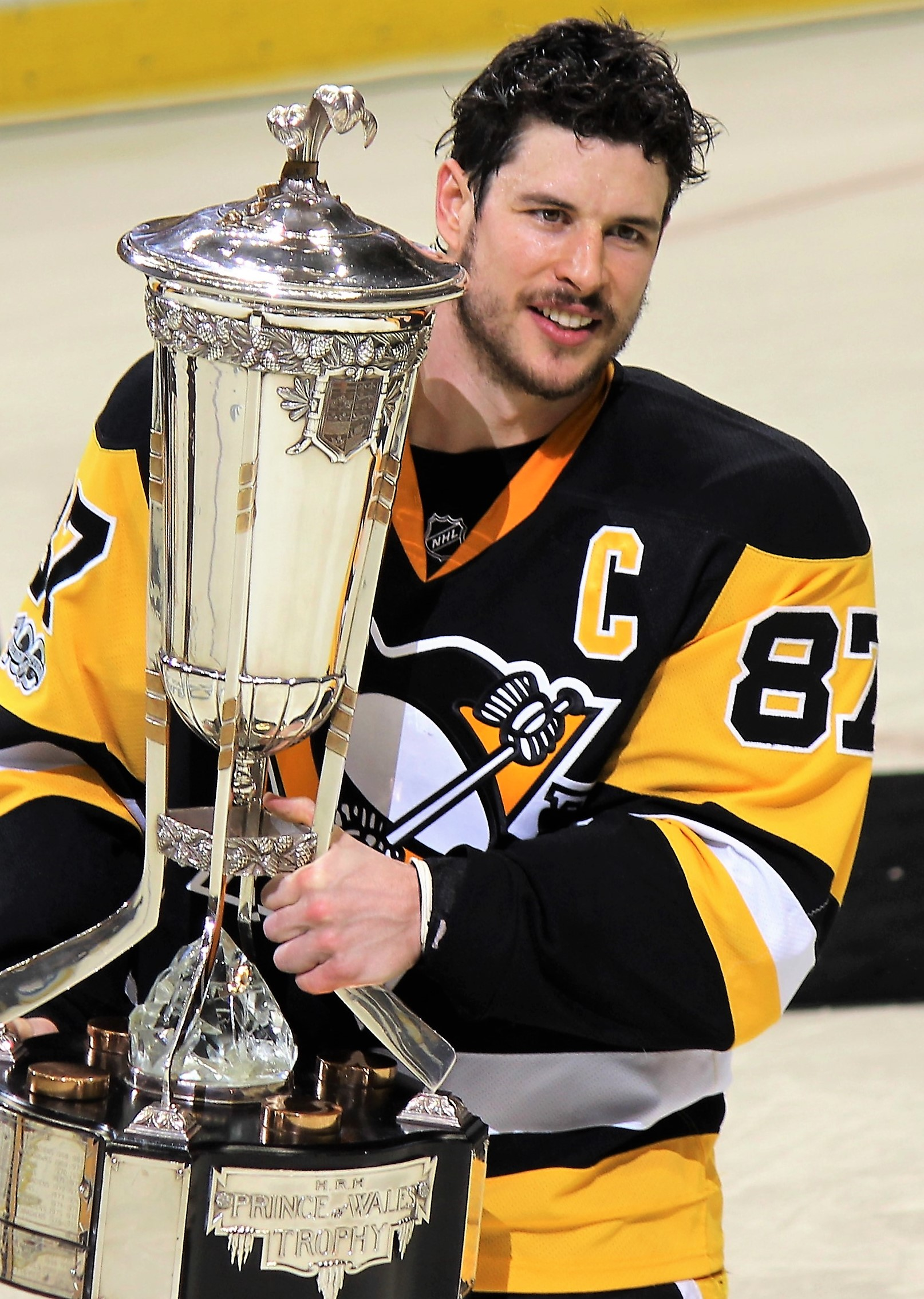
Капитан «Питтсбург Пингвинз» Сидни Кросби держит в руках Приз принца Уэльского, вопреки традиции

Другая традиция (или, скорее, суеверие), которая распространена среди сегодняшних игроков НХЛ, заключается в том, что ни один игрок не должен касаться кубка, пока его команда по праву не выиграет трофей. Вдобавок к этому суеверию, некоторые игроки не трогают и не поднимают и трофеи конференции (Приз Кларенса Кэмпбелла и Приз принца Уэльского), эти игроки считают, что Кубок Стэнли - настоящий трофей чемпионата, и только его нужно поднимать. Капитан «Нью-Йорк Айлендерс» Дени Потвен поднимал Приз принца Уэльского во время плей-офф в 1982 и 1983 годах, и оба раза команда выигрывала Кубок Стэнли.
Тем не менее, в 1994 году Стефан Матто из «Нью-Йорк Рейнджерс», признался, что постучал по Призу принца Уэльского крюком своей клюшки перед овертаймом в 7-й игре финала Восточной конференции против «Нью-Джерси Девилз». Матто в итоге забил победный гол во втором овертайме. После игры капитан «Рейнджерс», Марк Мессье, поднял Приз принца Уэльского. Капитан «Ванкувер Кэнакс», Тревор Линден, также поднял Приз Кларенса Кэмпбелла после победы в Западной конференции. В итоге, «Рейнджерс» обыграл «Кэнакс» в семи играх финала Кубка Стэнли.
Скотт Стивенс и Мартин Бродо подняли Приз принца Уэльского в 2000 году, после того как «Нью-Джерси Девилз» выиграл серию в семи играх, проигрывая 1:3 «Филадельфии Флайерз». В Финале Кубка Стэнли «Девилз» обыграли «Даллас Старз» (которые коснулись, но не подняли Приз Кларенса Кэмпбелла). Стивенс также поднимал Приз принца Уэльского на пути к победам в Кубках Стэнли 1995 и 2003 годов. Капитан «Детройт Ред Уингз», Стив Айзерман, поднимал Приз Кларенса Кэмпбелла во время побед в Кубках Стэнли 1997, 1998 и 2002 годов.
Суеверие подтвердилось в 2004 году, когда Джером Игинла из «Калгари Флэймз» прикоснулся к Призу Кларенса Кэмпбелла, а Дэйв Андрейчук из «Тампs-Бэй Лайтнинг» отказался трогать Приз принца Уэльского, и «Молнии» выиграла Кубок Стэнли в семи играх. В 2007 году Даниэль Альфредссон и Уэйд Редден из «Оттава Сенаторз» коснулись и подняли Приз принца Уэльского, капитан же «Анахайм Дакс», Скотт Нидермайер, напротив никогда не приближался к Призу Кларенса Кэмпбелла и «Утки» выиграли Кубок Стэнли в пяти играх.
В 2008 году ни Сидни Кросби из «Питтсбург Пингвинз», ни Никлас Лидстрём из «Детройт Ред Уингз» не коснулись своих трофеев за победу в конференции, в итоге, «Ред Уингз» выиграли Кубок Стэнли в том году. В следующем году, однако, Кросби решил коснуться Приз принца Уэльского, и «Пингвины» выиграли Кубок Стэнли, он снова сделал то же самое, когда команда выиграла кубок в 2016 и 2017 годах. Одна из возможных причин, что Кросби стал поднимать трофей, заключается в том, что «Пингвинам» удавалось выиграть кубок в 1991 и 1992 годах, после того как Марио Лемьё поднимал Приз принца Уэльского.
С 2011 по 2015 годы ни один из финалистов Кубка Стэнли не касался трофеев Кэмпбелла и Уэльса.
Оба финалиста Кубка Стэнли 2018, игроки «Вегас Голден Найтс» и «Вашингтон Кэпиталз» прикоснулись к трофеям победителей конференций во время их вручения.
В 2020 году хоккеисты «Тампа-Бэй Лайтнинг» прикоснулись к Призу принца Уэльского, впоследствии выиграв Кубок Стэнли в финале против «Даллас Старз».  Они повотрили данный жест и в 2021, в котором они также выиграли Кубок.

## Приключения
Кубок преодолел более 400 000 миль (640 000 км.) только за последние пять сезонов.

### День игроков с кубком
Игроки неофициально проводят личный день с кубком — традиция, которая началась с «Нью-Джерси Девилз» в 1995 году, когда каждому члену выигравшей команды, разрешили личное владение кубком на один день. Он всегда сопровождается по крайней мере одним представителем Зала хоккейной славы. Традиция стала предметом маркетинговой кампании ESPN, в которой Кен Данейко ел из кубка хлопья, Дериан Хэтчер использовал его как кулер на вечеринке, а Бретт Халл заперся с ним в своём автомобиле и поехал за покупками с Майком Модано. Победители кубка использовали его, чтобы крестить своих детей. Кларк Гиллис из «Нью-Йорк Айлендерс» кормил свою собаку из кубка, насыпав туда собачьей еды. Два старших сына Дастина Брауна из «Лос-Анджелес Кингз» выпили из кубка шоколадное молоко.

### Европа
Кубок впервые покинул Северную Америку в 1996 году, когда он отправился в Швецию вместе с Петером Форсбергом, он отвёз его в Стокгольм, а также в свой родной город Эрншёльдсвик В России кубок побывал на Красной площади и футбольной игре на стадионе «Лужники» в Москве, а также у памятника географической границы между Европой и Азией под Екатеринбургом. Он съездил на Украину в Киев с Русланом Федотенко, а позже с Антоном Бабчуком. После 114 лет, в апреле 2006 года, кубок вернулся в Лондон, где он был изготовлен. На месте магазина, где лорд Стэнли купил Кубок, размещена мемориальная доска. В 2007 году кубок отправился в финский Хельсинки с Теему Селянне. Томас Хольмстрём взял трофей в свой родной город Питео в Швеции летом 2008 года. Он крестил в чаше кубка свою племянницу, а также использовал его для подачи традиционного блюда питепальты. Здено Хара взял кубок в Словакию, выиграв его в 2011 году. В 2012 году Анже Копитар отвёз трофей на родину в Словению и поднял его на Бледском замке.

### Северная Америка

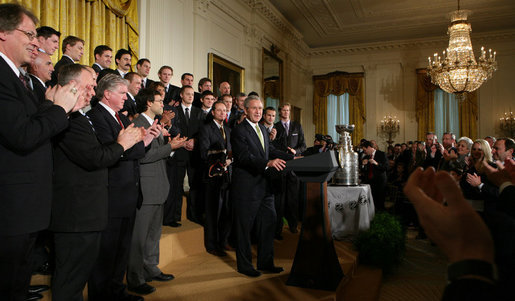
Джордж Буш-младший принимает чемпионов 2007 года «Анахайм Дакс».

Яссен Кулимор взял кубок в Порт-Довер, Онтарио, став четвёртым игроком НХЛ, который возил трофей в этот маленький хоккейный город на берегу озера Эри. Роб Блейк отправился с кубком в Симко, Онтарио, где в его честь был проведён парад, и частная вечеринка для семьи и друзей. Помощник тренера Колин Кэмпбелл взял трофей в свой родной город Тиллсонбург, Онтарио. Даниэль Клири привёз трофей в свой родной город Гавань Грейс, Ньюфаундленд и Лабрадор, будучи первым ньюфаундлендером, который выиграл кубок, что привлекло приблизительно 27 000 зрителей к крошечной общине чуть более 3000 человек. Кубок побывал на вершине Пика Фишера, недалеко от Кранбрука, Британская Колумбия и на вершине горы Элберт в Колорадо. Брэд Ричардс из Мюррей-Харбор, Остров Принца Эдуарда, взял кубок на рыбацкую лодку и отправился в поселение аборигенов метисов, где трофей побывал в иглу в Ранкин-Инлет. Кубок служил подносом для обручального кольца на свадьбе у Андре Руа и летал на вертолёте вместе с Ги Лафлёром.
Кубок испытал гламур Голливуда, когда посетил американские горки в «Universal Studios Hollywood» и знак Голливуда с Люком Робитайлом. В 2008 году он принимал участие в Параде роз в Анахайме в сопровождении Брэда Мэя.
Кубок несколько раз был гостем Белого дома при следующих президентах: Рональд Рейган, Джордж Буш-старший, Билл Клинтон, Джордж Буш-младший, и Барак Обама. В настоящее время существует традиция приглашения чемпиона НХЛ президентом США, если команда из американского города. Аналогичная традиция заключается в том, что Премьер-министр Канады приглашает победителей, если это канадская команда, в Оттаву (однако ни одна канадская команда не выигрывала кубок с 1993 года). Кубок появлялся на таких телешоу, как «Corner Gas», «Позднее шоу с Дэвидом Леттерманом», «Meet the Press», «Поздняя ночь с Конаном О'Брайеном» и «Сегодня вечером с Джей Лено». Сильвен Лефевр использовал чашу кубка как Купель для крещения своей дочери.
У кубка даже был актёрский опыт: он появился в нескольких сценах мыльной оперы «Направляющий свет», поучаствовал в сериале «Юристы Бостона», где Уильям Шатнер уронил его с балкона, в эпизоде «Subway Hero» сериала «Студия 30» и в «Пожарные Чикаго» вместе с хранителем кубка Филом Притчардом.
Глен Уэсли из «Каролина Харрикейнз» посетил с кубком раненых морских пехотинцев США на Базе Кэмп-Леджен в 2006 году.
После победы «Чикаго Блэкхокс» в 2010 году, кубок появился на Чикагском гей-параде вместе с защитником команды Брентом Сопелом. Сопел таким образом почтил память своего умершего друга Брендана Бурка, который был геем.
Во время снятия с эксплуатации космического корабля «Атлантис», кубок посетил лётную палубу орбитального корабля после того, как её отвезли во Флориду. Джереми Джейкобс, владелец чемпиона 2011 года «Бостон Брюинз», привёз кубок во Флориду для сотрудников, занятых снятием корабля с производства, чтобы они смогли посмотреть на него и сфотографировать.
В 2016 году кубок побывал на Кентукском Дерби в Луисвилле, Кентукки, на фотосессию с конём по кличке Нюквист, названном в честь игрока «Детройт Ред Уингз» Густава Нюквиста. Скакун выиграл то Дерби.

### Афганистан
2 мая 2007 года Кубок Стэнли прибыл в Кандагар на канадском военном самолёте C-130 Hercules. Семнадцать бывших игроков провели матч в уличный хоккей (подобие хоккея на льду - матч проводится без коньков и не на скользкой поверхности, вместо шайбы мяч) против канадских солдат на бетонной площадке в афганской пустыне.

## Несчастные случаи
Кубок также часто подвергался неаккуратному обращению. В 1905 году игрок «Оттава Сенаторз» попытался перепнуть кубок через канал Ридо. Попытка не удалась, к счастью, канал был замёрзшим, а кубок забрали только на следующий день. В 1906 году, спустя несколько недель после того, как члены «Монреаль Уондерерз» забыли трофей в студии фотографа, чиновники НХЛ узнали, что мать фотографа использовала кубок для посадки герани. В 1907 году менеджер команды «Кенора Тистлс» пригрозил бросить кубок в озеро Лесное в споре двух игроков клуба.
В 1924 году члены «Монреаль Канадиенс» отправились праздновать победу в дом владельца клуба Лео Дандурана и забыли кубок на дороге, после того как остановились для ремонта шины. Кубок был найден именно там, где они его оставили. В 1925 году Линн и Муз, сыновья тренера «Виктории Кугарс» Лестера Патрика, обнаружили Кубок в подвале своего дома и нацарапали свои имена на нём гвоздём. В 1940 году их имена были официально выгравированы на кубке, когда они стали чемпионами вместе с «Нью-Йорк Рейнджерс». Они также мочились в кубок вместе с товарищами по команде.
В течение сезона 1940/41 была выплачена закладная за «Мэдисон Сквер Гарден». Руководство публично сожгло ипотечные документы в кубке. Некоторые фанаты утверждали, что этот акт осквернил кубок, что привело к проклятию 1940 года, которое якобы заставило «Рейнджерс» ждать 54 года до очередной победы в Кубке Стэнли.
В 1957 году Морис Ришар выбил два передних зуба, выпивая из Кубка Стэнли.
Весной 1961 года в «Чикаго стэдиум» «Монреаль Канадиенс» проигрывал финальную игру серии плей-офф «Чикаго Блэкхокс». Расстроенный фанат «Монреаля» (Кен Киландер) покинул своё место и разбив стеклянную витрину, где был выставлен Кубок Стэнли, схватил его, закинул на плечи и направился к выходу, но был арестован. В суде он объяснил своё поведение так: «Ваша честь, я просто хотел вернуть кубок в Монреаль, которому он принадлежит».
В 1962 году «Торонто Мейпл Лифс» выиграл Кубок Стэнли. Во время вечеринки после победы трофей был брошен в костёр и сильно повреждён. Он был отремонтирован за счёт команды.
В 1964 году Ред Келли из «Торонто Мейпл Лифс» позировал для фотографии со своим маленьким сыном, который сидел на кубке и помочился в него. Келли сказал несколько лет спустя, что это всегда с тех пор заставляет его смеяться, когда игроки выпивают из кубка.
Кларк Гиллис из «Нью-Йорк Айлендерс» наполнил кубок собачьей едой и покормил свою собаку.
Брайан Тротье из «Нью-Йорк Айлендерс» признался, что спал с кубком (как и десятки других игроков).
В 1987 году Марк Мессье из «Эдмонтон Ойлерз» отправился с кубком в свой любимый клуб в своём родном городе Сент-Альберт, Альберта, и позволил фанатам выпить из него. По неизвестным причинам он слегка согнулся в разных местах. Он был отремонтирован в местном автомобильном магазине и отправлен обратно в Зал хоккейной славы.
«Питтсбург Пингвинз» (В 1991) и «Монреаль Канадиенс» (В 1993) решили проверить плавучесть кубка, бросив его в бассейны Марио Лемьё и Патрика Руа, соответственно (капитан «Канадиенс», Ги Карбонно отметил тогда - «Кубок Стэнли не плавает».) Доминик Гашек сделал то же самое.
После парада в честь победы «Нью-Йорк Рейнджерс» в 1994 году члены команды, в том числе Майк Рихтер, взяли кубок один из старейших баров Нью-Йорка «Максорлис», заперли двери и в течение 45 минут позволили посетителям поднимать его над головой и выпить из него пиво. На следующий день «New York Post» сообщила, что кубок был возвращён лигой для ремонта на её базу. Позже несколько «Рейнджеров» взяли кубок в парк Бельмонт, наполнили его овсом, и накормили победителя Кентукского Дерби.
Победители Кубка Стэнли 1999 года, «Даллас Старз», организовали вечеринку в доме защитника Крейга Людвига и барабанщика группы «Pantera» Винни Пола. На вечеринке форвард чемпионов Ги Карбонно (по-видимому, уже забыв с 1993 года о недостатке плавучести кубка) попытался бросить трофей с верхней лестницы в бассейн. Кубок ударился о край бассейна и получил большую вмятину. Майк Болт, один из хранителей кубка, заявил, что этого никогда не было. «Случилось так, что один из игроков позировал рядом с бассейном, когда кто-то толкнул его в воду, и он упал с ним. Кубок был в воде, может быть, две секунды» - сказал Болт. «Это была хорошая вечеринка, как я понимаю». Болт сказал, что трофей был помят в предыдущий день, когда игрок бросил его во время празднования в раздевалке.
В 1999 и 2003 годах кубок совершил поездку в альма-матер Джо Нуиндайк, Корнеллский университет, и оба раза посетил университетский бар. В 2003 году Мартин Бродо съел попкорн из кубка. В течение следующих восьми дней до того, как Джейми Лангенбруннер отчистил его, на нём были пятна масла и повреждения от соли. В 2003 году кубок должен был впервые посетить Словакию с Иржи Бичеком, но остался в Канаде. 22 августа 2004 Уолтер Ньюбранд, один из хранителей кубка, сел на самолёт в Форт-Сент-Джон, Британская Колумбия, чтобы доставить его скауту «Тампа-Бэй Лайтнинг», Джейку Гёрцену. Однако представители «Air Canada» в международном аэропорту Ванкувера выгрузили его перед взлётом из-за ограничений веса. Кубок провёл ночь в багажной зоне и был доставлен в Форт-Сент-Джон на следующий день.
В 2007 году, во время фотосессии сериала NBC «Герои», было показано, что актёры шоу Майло Вентимилья и Хайден Панеттьер дурачатся с кубком, в том числе поклоняются ему, гуляют с ним, а Хайден лижет и целует трофей.
Кроме того, в мае 2007 года кубок попал в сериал ABC «Юристы Бостона». В Эпизоде "«Duck and Cover»" персонаж Денни Крейн тянет за несколько ниточек, чтобы получить в свои руки кубок на день. Он приносит его в свой офис, где решает выгравировать на нём своё имя, отмечая, что «Они никогда не заметят. На нём и так уже много вмятин». В тот вечер он берёт его в патио, где решает выпить скотча с Аланом Шором. После того, как они по очереди выпивают из кубка, Денни ставит трофей на балконе, готовясь к фото с ним, но случайно роняет его. С долгой, безмолвной паузой они наблюдают, как кубок падает с балкона и приземляется на улице, с громким металлическим звуком, Алан комментирует: «Это оставит значительную вмятину!».
7 июня 2007 года, после того, как «Анахайм Дакс» выиграли кубок, капитан Скотт Нидермайер принёс его на шоу «Jim Rome is Burning» в Лос-Анджелесе. Во время шоу помощник продюсера, Тревис Роджерс, сфотографировался с кубком. Изображения были размещены на веб-сайте Джима Рома, в результате чего многие канадцы, которые позвонили на радио-шоу Рома 8 июня, жаловались, что Роджерс проявил неуважение к кубку. Дон Черри позвонил в программу, чтобы защитить Роджерса.
6 июня 2008 года, во время празднования чемпионства, игроки «Детройт Ред Уингз» уронили кубок со стола в баре Криса Челиоса, и он получил вмятину, которая позже была сглажена. После вручения премий НХЛ 2008 года выяснилось, что ущерб был более значительным, чем первоначально предполагалось. Через неделю после этого, новорождённая дочь Криса Дрейпера испражнилась в кубок, когда сидела на нём. Кубок был тщательно очищен, и Дрейпер, как сообщалось, выпил из него в тот же день.
9 октября 2008 года Джо Эллиотт из группы «Def Leppard» поставил кубок вверх ногами на пьедестал на сцене во время своего выступления на «NHL Face-Off Rocks» в театре Фокс в Детройте. Защитник «Детройт Ред Уингз», Крис Челиос, утверждал, что музыкант специально осквернил кубок. Вскоре после инцидента появилась статья на веб-сайте «Def Leppard», в которой Эллиотт говорил, что каждый другой спортивный кубок, который он когда-либо видел до этого, был меньше размером внизу, чем вверху, поэтому он подумал, что этот кубок ничем не отличается от других.
17 июня 2010 года «Chicago Tribune» отправило кубок на проверку на микробы. После лабораторных исследований, «EMSL Analytical» заявили, что не было обнаружено стафилококка, сальмонеллы или кишечной палочки, а общее количество бактерий составляло 4% от того, что обычно находится на офисном столе. 21 апреля 2011 года хранитель кубка Майк Болт вёз его в Квебек, когда его автомобиль сломался, он отправился дальше автостопом с кубком.
30 августа 2011 года, когда кубок был у Майкла Райдера, он упал со стола на мероприятии для СМИ в Сент-Джонсе, Ньюфаундленд и Лабрадор. Это было до отъезда кубка в родной город Райдера в Бонависта, Ньюфаундленд и Лабрадор.